# Mangang
Mangang is een bestuurslaag in het regentschap Gayo Lues van de provincie Atjeh, Indonesië. Mangang telt 192 inwoners (volkstelling 2010).